# Павлов, Борис Николаевич
Борис Николаевич Павлов (29 января 1936, Рыбинск — 14 мая 2020, Уфа) — русский советский писатель, журналист, эколог. Заслуженный работник культуры РБ (1992). Член Союза писателей СССР (1972).

## Биография
Борис Николаевич Павлов родился в городе Рыбинске. В начале войны семья была эвакуирована в Уфу, где его родители работали на Уфимском моторном заводе.
В Уфе Борис окончил школу N65. Потом служил в армии. Поступил учиться в Литературный институт имени Горького, который закончил в 1964 году.
Учась в институте, сотрудничал с газетой «Ленинец», печатая там свои рассказы. По окончании института работал в газете «Химик» Уфимского химического завода, в редакции Башкнигоиздата (с 1968 г.).
В дальнейшем работал корреспондентом газеты «Вечерняя Уфа» (с 1980), литературным консультантом СП БАССР (1982—1985), корреспондентом газеты «Истоки» (1990—1994), на Башкирском радио вел передачи «Нам пишут», «Трибуна публициста», «Экология и мы». Печатал свои стихи в журнале «Бельские просторы».
В последнее время жил в Уфе, увлекался садоводством, являлся зампредседателя Союза экологов РБ, публиковался в газетах, выступал на радио и телевидении.

## Творчество
Его первые рассказы были напечатаны в сборнике «Солнце над просекой» (1968). В дальнейшем он написал книги «Тревога» (1971), «Айгирская легенда» (1980), «Покушение на заветное» (1992) и др. Занимался переводами с башкирского языка. Перевел произведения А. Карная, Д. Юлтыя. Написал очерки о 20 Героях Советского Союза из Башкирии.

## Книги
- Сосны над просекой: Рассказы. Уфа: Башкнигиздат, 1968.
- Тревога: Повесть. Уфа: Башкнигиздат, 1971.
- Айгирская легенда: Очерки. Уфа: Башкнигиздат, 1971.
- Сосны над рельсами: Очерки, рассказы. Уфа: Башкнигиздат, 1986.
- Покушение на заветное: Очерки, рассказы. Уфа: Башкнигиздат, 1992.
- Заповедное. Уфа: Китап, 2006.
- Память сокровенная: Сборник стихов. Уфа: Скиф, 2015.

```
Ст. Книга как поступок.
```